# Йоркшир-Дейлс
Йоркшир-Дейлс (англ. Yorkshire Dales National Park) — национальный парк в Северной Англии в Пеннинских горах. Расположен в основном в пределах Норт-Йоркшира, северо-западная часть — в Камбрии.

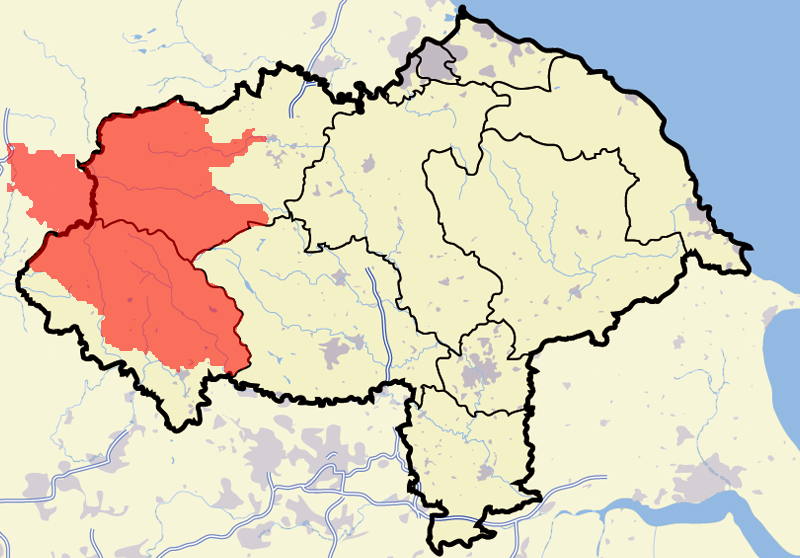
Парк Йоркшир-Дейлc в Норт-Йоркшире

Парк создан в 1954 году, его площадь — 1769 км².
На территории Йоркшир-Дейлс расположены Три пика Йоркшира: горы Уэрнсайд, Инглборо и Пен-и-Гент. Также на территории парка находятся истоки реки Уорф.